# Лесковачки карневал
Лесковачки карневал је манифестација која се одржава од 2006. године у центру Лесковца, а намера је да се оваквим манифестацијама оживи сећање на ускршње поворке које су се улицама Лесковца кретале тридесетих година прошлог века. Данас је Лесковачки карневал једна од најпосећенијих манифестација у Србији.

## Историјат
Идеја да се осмисли карневал нађена је у дискретној намери да се шарм карневалских забава пресели на улице града и да оне заличе на далеки Рио, на Медитеран, на машкаре, на лепоту пространих тргова са жонглерима, гутачима ватре, миракулима, мађионичарима, чуварима традиције...
Такође, завичајна историја и обичаји југа Србије, где спадају коледари, додоле, лазарице и краљице, инспирисали су Лесковчане да двадесетих и тридесетих година прошлог века организују неколико карневала. Први карневал у Лесковцу је организован 1929. године, на тему Женидба Краљевића Марка.
Дуго након тога, током Роштиљијаде 2006. године, додат је Карневал као преддогађај. Други карневал је, због великог броја гледалаца, којих је било те вечери преко 50.000, прекинут јер поворка није могла да се пробије до главне позорнице.
Са четвртим карневалом, Карневал Лесковац, постао је члан FECC-a. Промењена је маршрута, Карневал профилисан у посебну шестодневну манифестацију којој су додати: Карневал трећег доба, Дечји карневал, Велики маскенбал, Карневалске игре на води, Еко каренвал, Карневал tatto-a, Face & Body painting-a, кућних љубимаца, фестивали ватре, мажореткиња, уличних забављача и жонглера, олдтајмера... Потом, ту су Карневалска колонија, цртање карневала на тротоару, радионице за израду маски, трке у бурадима, каренвалски концерти и изложбе... Преко две хиљаде учесника и огроман број гледалаца чине да Лесковац тих дана личи на велику туристичку престоницу.
Педесетак атрактивних група из више од десет земаља и из Србије, са близу две хиљаде учесника, сваке каренвалске суботе од 21 час продефилује главним Булеваром Лесковца. Неколико десетина хиљада Лесковчана и њихових гостију из земље и иностранства поздрављају учеснике који, својим живописаним маскама, кореографијама, алегоријским возилима, жонглериским нумерама и другим карневалским занимљивостима пролазе кроз шпалир посматрача и на два пункта приказују троминутне програме.
Лесковац је један од угледнијих чланова Федерације европских карневалских градова. Може се похвалити да је, поред бројних група, угостио и уважене чланове дипломатског кора, најугледније представнике карневалских градова, уважене госте из земље и иностранства, културне и јавне раднике, привреднике, уметнике...

### Сликање лица и тела и Фестивал ватре
Карневал је празник радости, шаренила, ведрине, забаве и младости. Зато почиње карневалским колом, химном FECC-a и Лесковачког Карневала, а завршава се великим ватрометом и карневалским балом под маскама.
Карневалски дани, који су увертира великом каренвалу, имају Face & Body painting и Фестивал ватре. То је вишечасовни програм који почиње осликавањем лица и тела. Следи реконструкција покладних обичаја овог краја, које карактерише прескакање „каравештице”. Програм се наставља нумерама жонглера и гутача ватре који долазе из неколико градова Србије, Бугарске, Македоније, Румуније и других земаља. Након њихових нумера, приређује се мини ватромет као увод великом Карневалском ватромету. То је програм илуминација — прскалица, жижица, петарди, конфета... На крају се малим лантернама исписују и пуштају поруке љубави, нежности, пријатељства.

### Дечји карневал
Дечјем карневалу претходи велики Маскенбал. На стотине костимираних дечака и девојчица те вечери прошета карневалским платоом са маскама. Организатор најбоље маскирану децу богато награди. Потом малишани из плесних школа вртића, основних школа и клубова за децу са специјалним потребама, са својим васпитачима и менторима, организују карневалске групе малих учесника и приређују програме за памћење. Организатор најбољим дечијим карневалским групама уручује дипломе, медаље и плакате.

## Галерија
- Наступ вртића „Цицибан” на Лесковачком карневалу у Лесковцу 2017.
- Дечији карневал, Лесковац, 2017.
- Дечији карневал, Лесковац, 2017.